# Senyoria de Montlhéry
La senyoria de Montlhéry fou una jurisdicció feudal del Regne de França a la regió de París veïna de Montmorency. La senyoria va estar en mans d'una branca júnior de la casa de Montmorency. Bucard I, mort el 958, va tenir dos fills: el gran Bucard II el Barbut va rebre del rei Robert II de França la terra de Montmorency. Tibald anomenat Fila Estopa, i els seus descendents van adquirir Montlhéry i Rochefort; va ser propers dels reis.
Però a causa de desgràcies causades per famílies rivals i perquè els senyors es dedicaven a vegades al bandidatge, foren eliminats per Lluís VI de França. Alguns membres de la família van participar en les Croades i Melisenda de Montlhéry, esposa d'Hug de Rethel, fou la mare de Balduí II de Jerusalem, comte d'Edessa i rei de Jerusalem, mentre la seva germana Elisabet de Montlhéry fou la mare de Joscelí I d'Edessa (Joscelí de Courtenay), comte d'Edessa; una tercera germana, Alix, esposa d'Hug de Puiset, fou la mare de Galerà de Puiset governador del comtat d'Edessa, i d'Hug II de Puiset I comte de Jaffa.

## Genealogia
La genealogia presenta alguns punts foscos si bé l'origen comú amb els Montmorency és segur. Segons la Fundació per la Genealogia Medieval després de Tibald vindria un Miló, pare de Guiu I i altres.
```
Bucard I († 958)
│
├─>Bucard II el Barbut, senyor de Montmorency
│ │
│ └─>
Casa de Montmorency

?
└─>Tibald de Montlhéry anomenat 
Fila Estopa
 (970 † 1031), senor de 
Bray-sur-Seine
 i de Montlhéry
?
└─>
Guy I
 (†1095), senyor de Montlhéry
X Hodierna de Gometz
│
├─>
Miló I el Gran
, senyor de Montlhéry
│ X Lituisa de Blois
│ │
│ ├─>
Guiu Trousseau
, senyor de Montlhéry
│ │ │
│ │ └─>Elisabet de Montlhéry (†1141)
│ │ X 1103 Felip de França (1093 †1128), comte de Mantes
│ │
│ ├─>
Miló II de Montlhéry
 (†1118), senyor de Braye, vescomte de Troyes
│ │
│ ├─>Isabel de Montlhéry
│ │ X Tibald de Dampierre
│ │
│ └─>Emmelina de Montlhéry (†1121)
│ X Hug II Bardoul de Broyes 
│
├─>Melisenda de Montlhéry
│ X 
Hug
 (†1118), 
comte de Rethel

│
├─>Elisabeth de Montlhéry
│ X Joscelí de Courtenay
│
├─>
Guiu I el Roig
 (†1108), senyor de Rochefort
│ X 1) Elisabet 
│ X 2) Adelaida de Crecy
│ │
│ ├─> de 1)
Guiu II
 († 1115), senyor de Rochefort 
│ │
│ │
│ ├─> de 2) 
Luciana de Rochefort
 (1088 † 1137)
│ │ promesa a 
Lluís VI el Gras

│ │ X 1107 
Guixard III de Beaujeu

│ │
│ └─> de 2) 
Hug de Crécy
 († 1147), senescal, senyor de Gournay
│
├─>Beatriu de Rochefort
│ X Anseau de Garlande (1069 † 1117)
│
├─>Hodiern de Montlhéry
│ X Gautier de Saint-Valéry
│
└─>Alix de Montlhéry (1040 † 1097)
X Hug I de Puiset (1035 † 1094)
```